# 义和塔拉镇
义和塔拉镇，是中华人民共和国内蒙古自治区通辽市开鲁县下辖的一个建制镇。原为义和塔拉苏木。

## 行政区划
义和塔拉镇下辖以下地区：
永进村、永富村、小榆树村、核心村、小林场村、平安地村、复兴村、炬福村、炬发村、炬兴村、八家村、光明村、大太平庄村、凤凰岭村、六家村、致富村、五合村、增力村、义和塔拉嘎查、沙日花嘎查、艾图嘎查、阿木其嘎嘎查和柴达木嘎查。